# Byron Stroud
Byron Stroud (ur. 12 lutego 1969 w New Westminster) – kanadyjski muzyk, kompozytor i instrumentalista, znany z występów w grupach Fear Factory, Strapping Young Lad, Ani Kyd, Tenet oraz Zimmer’s Hole. Stround współpracował ponadto z takimi grupami jak Caustic Thought, Front Line Assembly, Punky Brüster, Unit:187 oraz multiinstrumentalistą Devinem Townsend.

## Dyskografia
| Strapping Young Lad - City (1997) - Live in Australia: No Sleep ’till Bedtime (1998) - Strapping Young Lad (2003) - For Those Aboot to Rock: Live at the Commodore (2004) - Alien (2005) - The New Black (2006) - 1994–2006 Chaos Years (2008) Fear Factory - Transgression (2005) - Mechanize (2010) |  | Devin Townsend - Physicist (2000) Unit 187 - Unit 187 (1995) - Loaded (1998) Zimmers Hole - Bound By Fire (1997) - Legion of Flames (2001) - When You Were Shouting at the Devil…We Were in League With Satan (2008) |